# Справа «боротьбистів» 1935
«Контрреволюційної боротьбистської організації» справа 1935 — політична справа, за якою 27–28 травня 1935 року в закритому порядку було винесено судовий вирок членам т. зв. контрреволюційної боротьбистської організації. Ця справа знадобилася політичному керівництву УСРР для тотальної чистки всіх структур суспільства від колишніх членів партії боротьбистів, яких у атмосфері розгорнутої ВКП(б) наприкінці 1932 року кампанії пошуків «націоналістичних контрреволюціонерів» без особливих труднощів зробили «прихованими» націоналістами. Свого часу боротьбисти були політичними конкурентами більшовиків в УРСР; 1920 року вони влилися в КП(б)У й чимало з них, зокрема Олександр Шумський, Григорій Гринько, Василь Еллан-Блакитний, Панас Любченко, Андрій Хвиля, Юрій Войцехівський, зайняли там керівні посади. 
Серед обвинувачених були директор «Укркниготоргу» Олександр Полоцький, колишній член редколегії газети "Червоний перець" та «Комуніст» Микола Любченко, колишній зав. відділу Держстраху Наркомату фінансів УСРР Семен Семко-Козачук, колишній начальник планово-фінансового сектору Наркомату комуністичного господарства УСРР Юрій Мазуренко, колишній директор Всеукраїнської контори сільгоспбанку Данило Кудря, старший хімік Інституту ім. Карпова Левко Ковалів, літератори Микола Куліш, Григорій Епік, Валер'ян Поліщук, Василь Вражливий-Штанько, Валер'ян Підмогильний, Євген Плужник, Андрій Панів, Володимир Штангей, Петро Ванченко, Олександр Ковінька, колишній лектор історії музики в Полтавському музичному технікумі Григорій Майфет. Їм інкримінувалося створення підпільної організації, що нібито проводила всередині КП(б)У роботу «по нагромадженню націоналістичних сил» і створила «місцеві терористичні групи в Полтаві, Харкові і в Києві». У судовому вироці зазначалося, що керівний центр організації 1934 року «складався із Полоцького, Любченка Миколи, Мазуренка, Епіка, Кудрі, Семка-Козачука, Куліша, Коваліва». 
За рішенням суду 15 осіб були позбавлені волі на 10 років із конфіскацією майна, а дві особи — на 7 років. 
1937 року за постановою особливої трійки Управління НКВС по Ленінградській області від 9 жовтня цього року Миколу Куліша, Валер'яна Підмогильного, Володимира Штангея, Григорія Епіка, Юрія Мазуренка, Миколу Любченка, Андрія Паніва було страчено. 
12 травня 1956 року на основі додаткової перевірки головний військовий прокурор вніс висновок у Військову колегію Верховного Суду СРСР з пропозицією припинити кримінальні справи колишніх учасників «справи боротьбистів». Рішенням Військової колегії Верховного Суду СРСР від 4 серпня 1956 року всі вони були реабілітовані за відсутністю складу злочину. 